# Рашич, Бранко
Бра́нко Ра́шич (серб. Бранко Рашић / Branko Rašić; 13 февраля 1977, Прокупле, СФРЮ) — сербский футболист, полузащитник.

## Биография
Выступал за молодёжные команды «Црвена Звезда» и «Обилич». Начал профессиональную карьеру в клубе ОФК из Белграда. В 2001 году выступал в Мексики за «Алконес Керетаро» и забил за клуб 8 голов. Вскоре вернулся на родину в клуб «Железничар» (Лайковац). После выступал за польские «Щаковянка» и «Хетман (Замосць)». Зимой 2003 года перешёл в криворожский «Кривбасс». Зимой 2004 года перешёл в «Свит» из города Новы-Двур-Мазовецки. В Экстраклассе дебютировал 13 марта 2004 года в матче против «Видзева» (0:0), Рашич начал матч в основе, но на 63 минуте был заменён на Петра Кетнаровича. Посте играл за «Куявяк», «Уня» (Яниково), «Виктория» (Явожно) и «Мешко» (Гнезно).
Имя Рашича связано с одной из аферой в польском футболе, которая польская пресса назвала Дело Рашича (пол. Sprawa Rašicia)